# Maria Centracchio

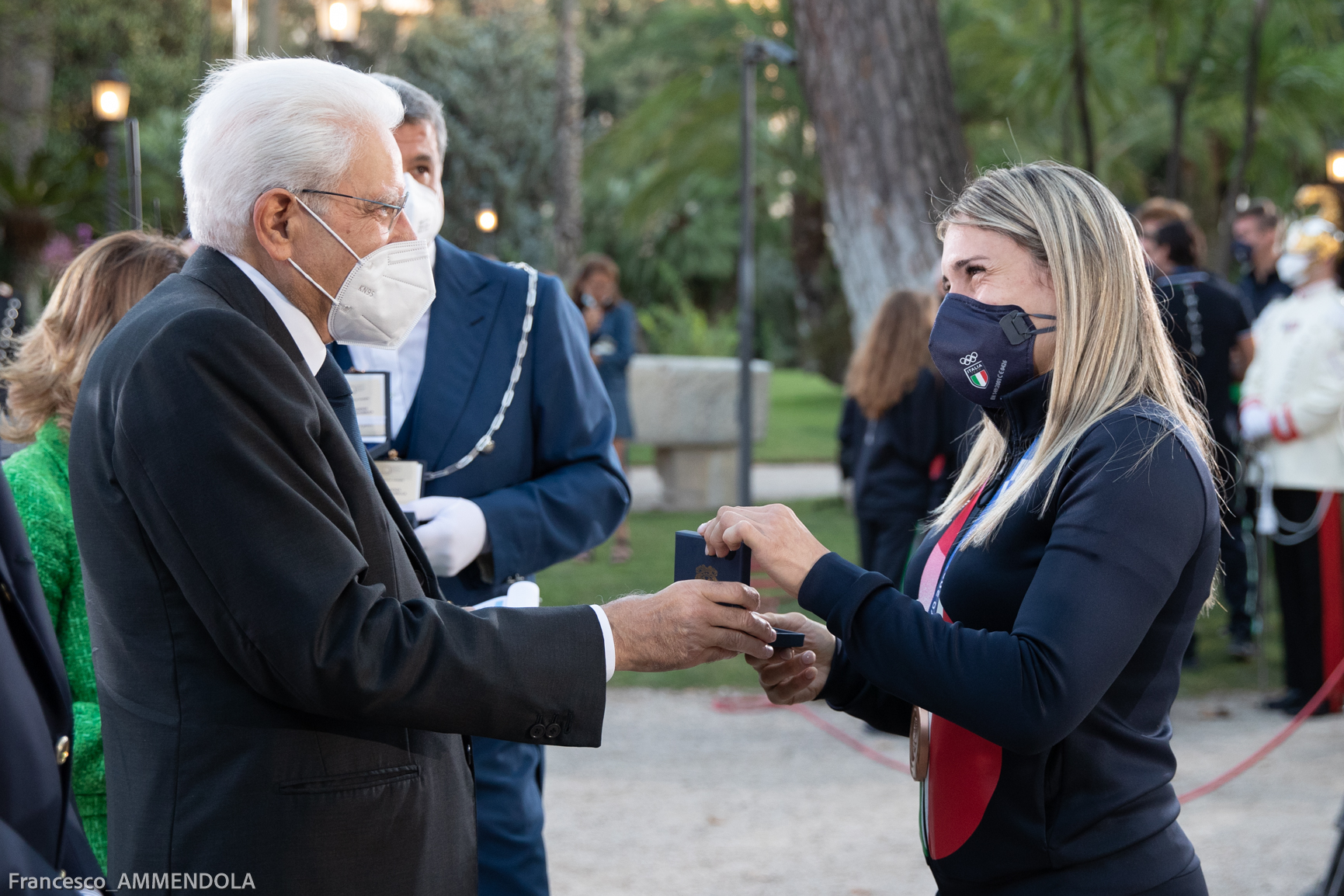
Centracchio wurde 2021 vom italienischen Präsidenten Sergio Mattarella im Quirinalspalast ausgezeichnet.

Maria Centracchio (* 28. September 1994 in Castel di Sangro) ist eine italienische Judoka. Sie gewann 2019 eine Bronzemedaille bei den Europameisterschaften und 2021 eine olympische Bronzemedaille.

## Sportliche Karriere
Maria Centracchio trat bis 2016 im Leichtgewicht an, der Gewichtsklasse bis 57 Kilogramm. 2014 war sie Zweite der Junioreneuropameisterschaften und Dritte der U23-Europameisterschaften. 2016 war sie italienische Meisterin. Dann wechselte sie ins Halbmittelgewicht, die Gewichtsklasse bis 63 Kilogramm. In dieser Gewichtsklasse gewann sie 2017 den italienischen Meistertitel.
2019 gewann Centracchio das Grand-Prix-Turnier in Tel Aviv. Bei den im Rahmen der Europaspiele 2019 in Minsk ausgetragenen Europameisterschaften unterlag sie im Halbfinale Alice Schlesinger aus dem Vereinigten Königreich. Den Kampf um eine Bronzemedaille gewann Centracchio gegen die Polin Karolina Talach. Zwei Monate später schied sie bei den Weltmeisterschaften in Tokio im Achtelfinale gegen die Mongolin Gankhaich Bold aus.
Bei den Europameisterschaften 2021 in Lissabon verlor Centracchio im Viertelfinale gegen die Slowenin Andreja Leški und belegte letztlich den siebten Platz. Anderthalb Monate später verlor sie bei den Weltmeisterschaften in Budapest in ihrem Auftaktkampf gegen die Serbin Anja Obradović. Bei den Olympischen Spielen in Tokio gewann sie das Viertelfinale gegen die Polin Agata Ozdoba. Nach der Halbfinalniederlage gegen die Slowenin Tina Trstenjak gewann sie den Kampf um Bronze gegen die Niederländerin Juul Franssen.